# Marcel Monnier (journaliste)
Jean Marie Albert Marcel Monnier, né à Paris le 8 février 1853 et mort à Jeurre le 18 septembre 1918, est un explorateur, grand reporter, photographe et écrivain français. 

## Biographie

### Enfance et jeunesse
Franc-comtois, fils de l’historien Alexandre Monnier, petit-fils du député du Jura Jean-Louis Monnier, Louis Marie Albert Marcel, scolarisé au lycée Condorcet découvre les belles lettres, la poésie et l’art dramatique.   
Étudiant en droit il reçoit en 1875 l’œillet d’argent aux Jeux Floraux de Toulouse pour La chanson de Feu. En 1878, L' Auberge du soleil d’or, une comédie en 1 acte et en vers est jouée sur la scène du Théâtre Français. 

### Les voyages
Des États-Unis au  Canada en 1883 il s’embarque à San Francisco le 18 mars 1884 sur le Mariposa pour les iles Hawaï, sujet de son premier livre. Il débarque huit jours plus tard à Honolulu où il est reçu par le consul de France puis au palais royal par le roi Kalākaua. Il passe quelques semaines à Oahu puis embarque sur le Kinau pour découvrir le sud de l'archipel. Après l'île Molokai où il n'aborde pas, il visite Maui et fait l'ascension du volcan Haleakalā et enfin la Grande Ile de Hawaï, de Hilo à Kawaihae où il photographie le volcan de Kīlauea, et la source chaude à Kalapana avant de rentrer à Honolulu.
De décembre 1884 à juillet 1887, il parcourt les Indes, la Birmanie, Java et l’archipel malais, l’Australie, la Chine, le Japon, de nouveau les iles Hawaï, Panama, l’Équateur, le Pérou, le Chili, le Brésil. C’est au cours de ce voyage qu’il traverse, en 1886-1887, la Cordillère des Andes, à l’endroit où ses trois chaînes semblent infranchissables, « sans autres compagnons que les indigènes engagés sur le parcours », puis près de 1 400 km dans l’enfer vert de la forêt amazonienne au pas de la mule par le col de l’Arenal  au refrain de « Hombre si la mule peine tu peines », franchissant en radeau les rapides du Huallaga pour terminer sa traversé du continent sud-américain à Belém sur l’Atlantique.
À Belém do Para il retrouve la fièvre jaune qui sévit comme au chantier catastrophe du canal de Panama et il s’embarque pour Rio où Don Pedro II très soucieux de l’avenir de l’Amazonie le reçoit longuement.
Comme les riches brésiliennes dans La Vie Parisienne (Offenbach) il apprécie le confort de la ville de Rio pour rentrer en France. Mais en vue du Havre le paquebot est éventré par un navire marchand et sombre en moins d’une heure. Marcel Monnier sauve ses carnets, ses clichés et son chien Léon. 
Camille Silvy, son beau-frère, célèbre photographe londonien, grand ami de Nadar a initié Marcel Monnier à la photographie. 
En 1892, il accompagne son ami Louis-Gustave Binger dans une mission de délimitation de frontière en Côte d'Ivoire et Côte de l’or, visite ainsi le pays d'Assinie, l'Indénié et l'Assikasso, passe à Kong et Bondoukou et revient par le Djimini et le Diamala.  De cette aventure périlleuse Marcel Monnier rapportera 700 clichés pris avec le tout nouveau photosphère et plaques de verre 9x12 qui seront exposés en 1893 à l’école des beaux Arts et servirons de support au troisième livre.
Pour Adrien Hebrard rédacteur du journal Le Temps il va devenir son Grand Reporter autour de la planète. D’abord Chicago pour « la Colombienne » exposition universelle de 1893 inaugurée par Cleveland et un descendant de Colomb en l’honneur de la découverte de l’Amérique. De là en Pullman les lecteurs du journal pourront voyager des grands lacs à l’Alaska.
De 1894 à 1896 Hebrard, rédacteur du journal Le Temps l’envoie en Extrême Orient au Japon et en Chine qui s’ouvrent à l’Occident. Marcel Monnier prolongera son expédition de deux ans à son compte jusqu’en 1898 et grâce à Monseigneur Favier il acquiert et expédie les merveilleuses porcelaines Ming qui serviront de pigeons d’argile aux mitrailleurs de l’armée Vlassov en juillet 1944. Le retour sera sportif : fleuves à la cordelle puis de Séoul à Bagdad soit 12 000 km dont 10 000 km au galop du poney mongol et du cheval persan avec son fidèle boy Ma Tchi Pao.
De ces voyages il devait écrire un titre commun Le Tour d’Asie avec 3 volumes prévus - Le tome 3 ne sera pas publié car le manuscrit de « L’Asie en diagonale – de Seoul à Bagdad » fut entravé pour des raisons de politique étrangère. Marcel Monnier avait observé et noté toutes les tares du régime tsariste. C’était alors les beaux jours de l’amitié franco-russe.
Monnier laisse de ses voyages de nombreuses photographies, de nombreux reportages et plusieurs ouvrages.

### Famille
Dans sa maison de Jeurre, Jura, berceau de sa famille, Marcel Monnier écrit, classe et rédige un précieux catalogue des objets exposés.
Féru de modernité il capte la source de la grotte de Nerbier pour alimenter maison, jardins et fontaines au village (1900). Une dérivation et une conduite forcée vers une turbine électrique font de sa maison le premier bâtiment électrifié du Jura. 
En 1903 il épouse Madeleine Jarrosson qui lui donne en 1904 un fils, Alexandre, physiologiste français. 
Marcel Monnier meurt subitement à Jeurre le 18 septembre 1918.

## Œuvres
- Rome sous Tibère, drame en 3 actes et en vers écrit en 1867 en classe de rhétorique et publié à Lyon par l’imprimerie Perrin en 1870.
- La chanson du feu, 1875 œillet d’argent aux Jeux Floraux de Toulouse
- L'Auberge du Soleil-d'or, comédie en 1 acte, en vers, 1878[4] jouée pendant 2 mois au Troisième Théâtre Français à partir du 26 février 1878
- Un printemps sur le Pacifique, îles Hawaï, Plon, Nourrit & Cie, 1885 - Prix Montyon de l'Académie Française 1888
- Des Andes au Para : Équateur, Pérou, Amazone Edition Plon, Nourrit & Cie, 1890 - Prix Montyon de l'Académie Française 1890
- Mission du capitaine Binger à la Côte d'Ivoire et au Soudan (Bondoukou, Kong, Djimini, Diammala), Plon, Nourrit & Cie, 1892
- Catalogue de l’exposition des photographies prises par Monnier, exposées à l’École des Beaux-Arts, Paris, s.d. (1892)
- France noire (Côte d'Ivoire et Soudan), Plon, Nourrit & cie, 1894
- La boucle du Niger, Plon, Bibliothèque illustrée des voyages autour du monde par terre & mer, librairie Plon, 1897
- De Guayaquil à Quito (Équateur)  Bibliothèque illustrée des voyages autour du monde par terre & mer no 43, librairie Plon, 1898
- Cajamarca, la capitale de l'Inca, Bibliothèque illustrée des voyages autour du monde par terre & mer no 65, librairie Plon, 1899
- Le Tour d'Asie, tome 1 « Cochinchine, Annam, Tonkin » Edition Plon, Nourrit & Cie, 1899, prix Marcelin Guérin de l’Académie française en 1900
- Le Tour d'Asie, tome 2 « L’empire du Milieu » Edition Plon, Nourrit & Cie, 1899, prix Marcelin Guérin de l’Académie française en 1900
- Le drame chinois, Alcan, 1900
- Itinéraires à travers l'Asie levés au cours du voyage accompli durant les années 1895, 1896, 1897, 1898, Plon-Nourrit, 1900
- De France en Suisse à travers le Jura méridional ; Saint-Claude et ses environs ; le col de la Faucille ; le pays des lacs et le Hérisson, posth., imprimerie et lithographie Lucien Declume, Lons-le-Saunier, 1920

## Galerie

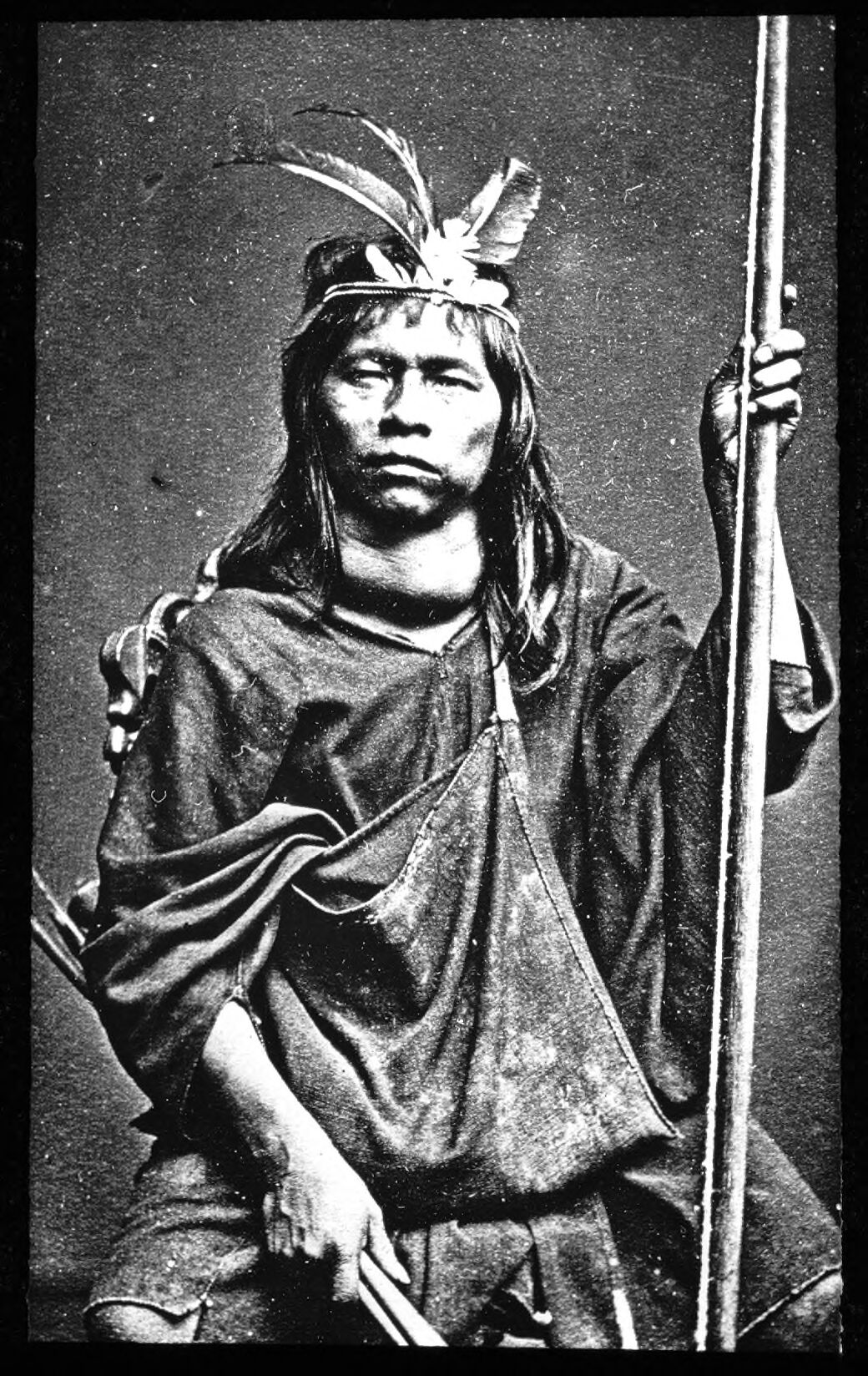
Indien Aguaruna (1880)
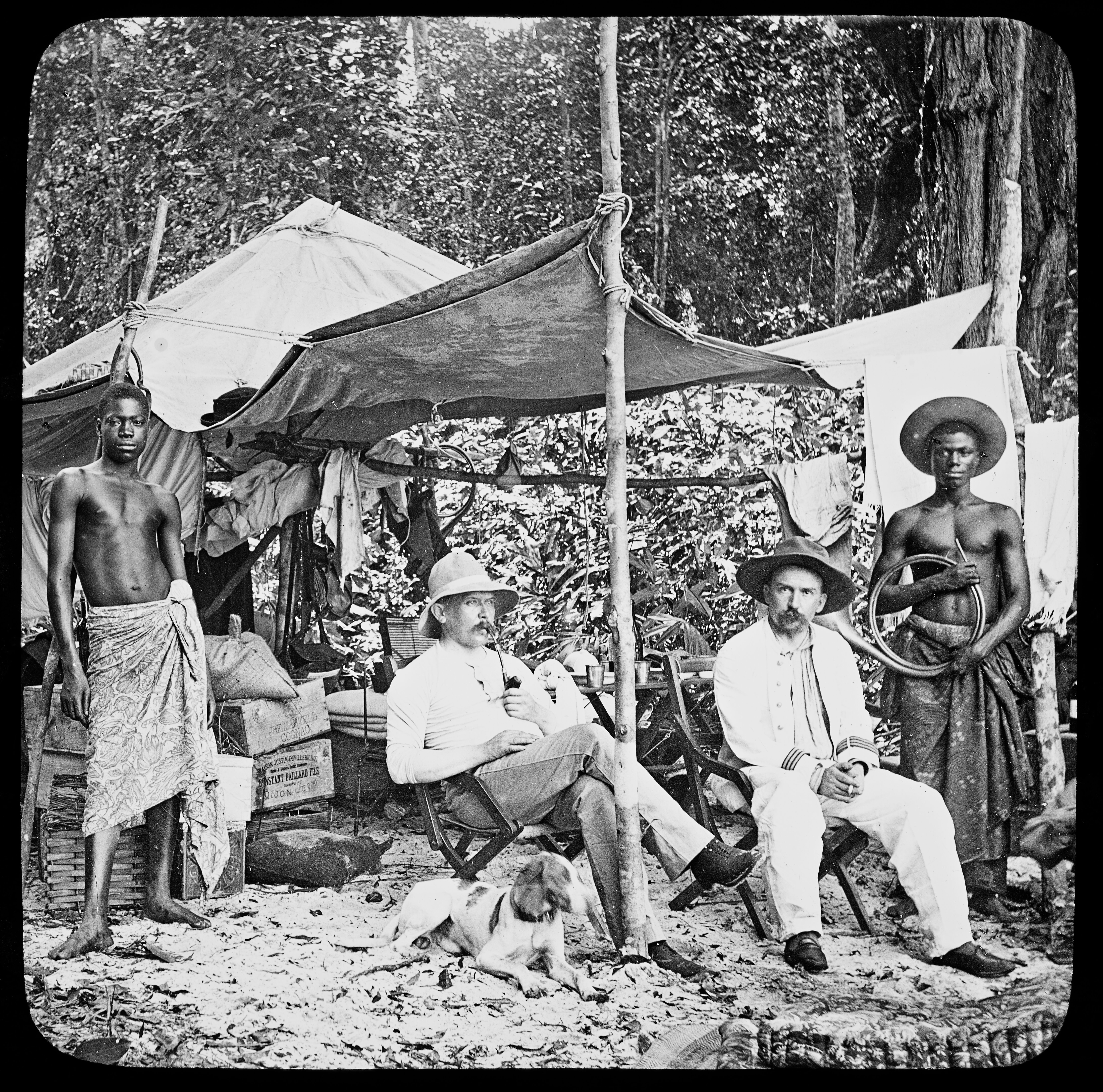
Le Lieutenant Braulot et le Capitaine Binger au camp d'Afforénou (Côté d'Ivoire) (1892)
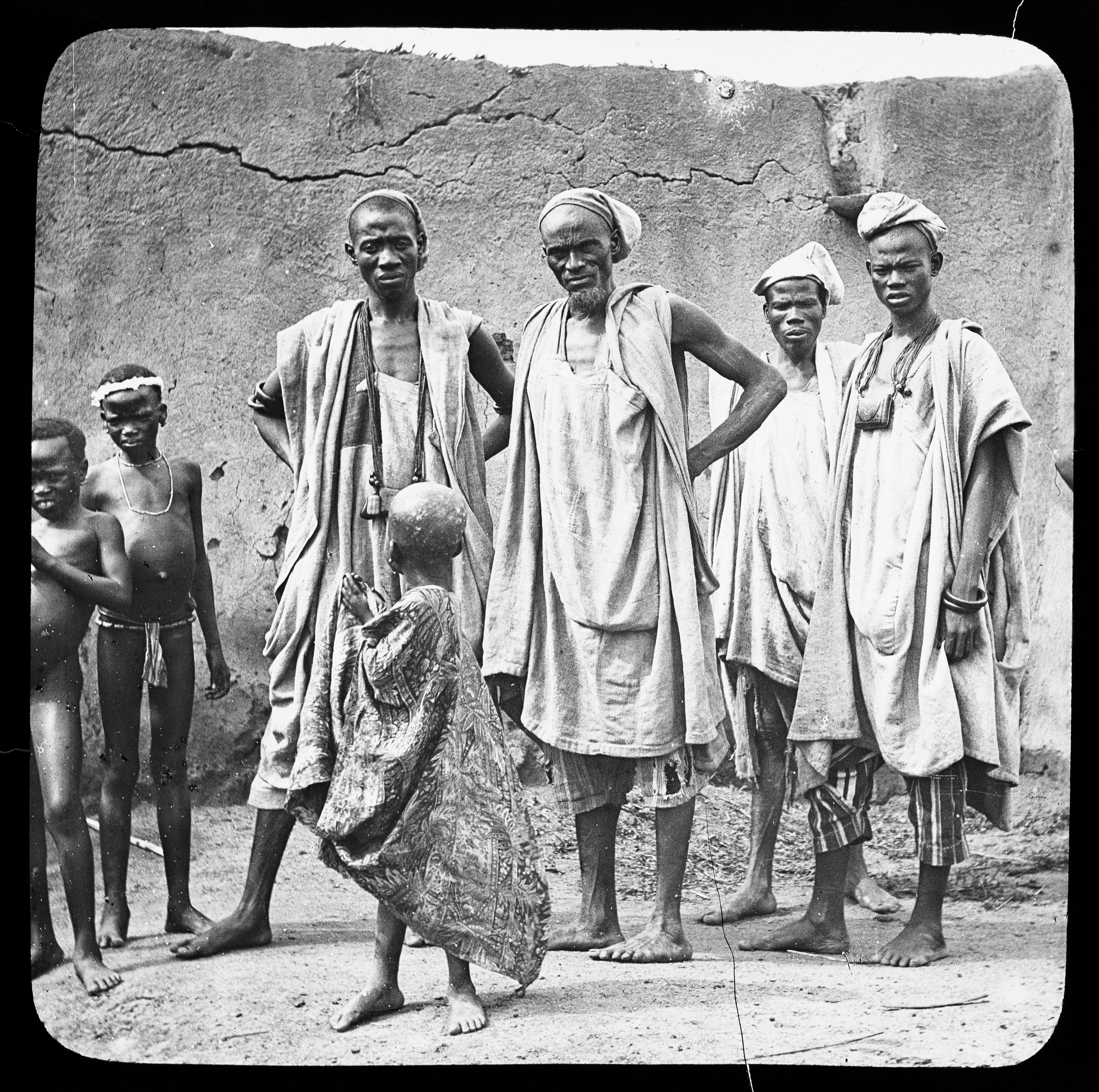
Passants à Kong (1892)
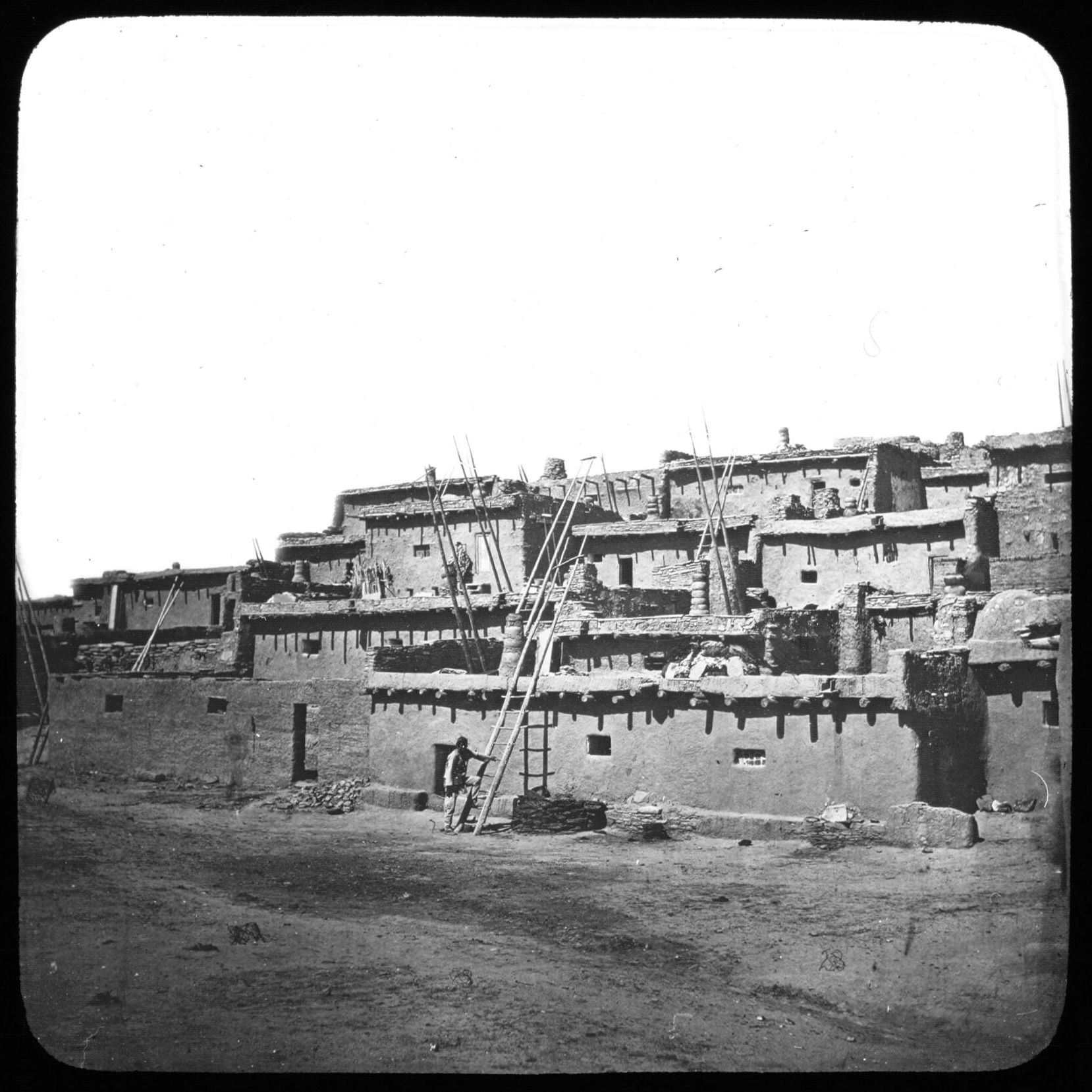
Pueblo Acoma au Nouveau-Mexique (1893)
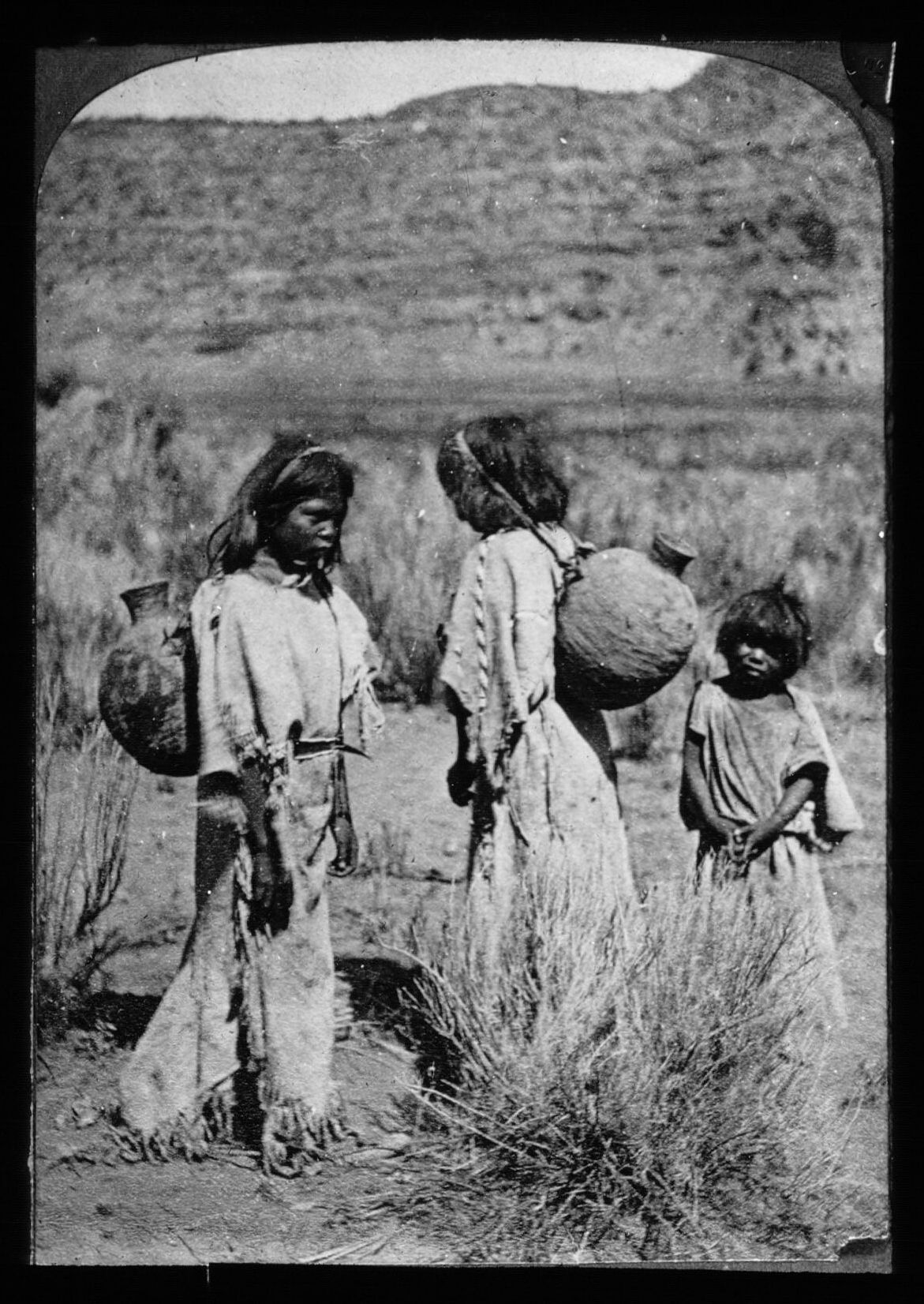
Fillettes Zuñis (1893)